# Erika Büsch
Erika Büsch   (Montevideo, 22 d'octubre de 1974) és una compositora, guitarrista i cantant de música popular uruguaiana.

## Biografia

### Àmbit artístic
Els seus primers estudis artístics van ser a l'Escola Nacional de Dansa, on va cursar Història de la Dansa, Expressió Corporal, Lectoescriptura musical, Coreografia, Cultura Popular Tradicional, Introducció a les Ciències Socials i Història de la Cultura.
Posteriorment comença estudis de guitarra amb els concertistes Alfredo Escande, Eduardo Yur i Cristina Zárate. Després del seu ingrés al Taller Uruguaià de Música Popular (TUMP), cursa estudis amb Ney Peraza, Jorge Schellemberg i Guilherme de Alencar Pinto.
Continua els seus estudis a l'Escola Universitària de Música (UdelaR) on s'especialitza en guitarra i Direcció coral. Així mateix estudia harmonia amb el compositor Esteban Klísich.
Posteriorment s'aboca a la creació del taller de grup de música per a nens Tucanción i el grup d'animació infantil Tungaitá.

### Tocando el tiempo
L'any 2002 s'edita en forma independent el seu primer treball discogràfic per a adults, titulat Tocando el tiempo. Aquest disc que conté 14 temes originals de l'artista, està emmarcat en una etapa d'experimentació, amb cançons que tenen bases rítmiques tan dissimilis com el pop, el tango o la bossa nova.

### Por el gusto de cantar
L'any 2004 i 2005 realitza junt amb Numa Moraes una sèrie d'espectacles titulats Por el gusto de cantar, amb el qual es presenten a la Sala Zitarrosa de Montevideo, i realitzen una gira per l'interior del Perú. El repertori de la mateixa, a més d'incloure temes de tots dos, va incorporar obres diferents autors llatinoamericans com Silvio Rodríguez, Violeta Parra, Atahualpa Yupanqui i Carlos Puebla, entre d'altres.
L'any 2006 es trasllada a Xile per representar l'Uruguai en el XLVII Festival Internacional de la Cançó de Viña del Mar, on participa de la Competencia Folclórica. En aquesta categoria va interpretar la seva cançó «Simfonia Nocturna».

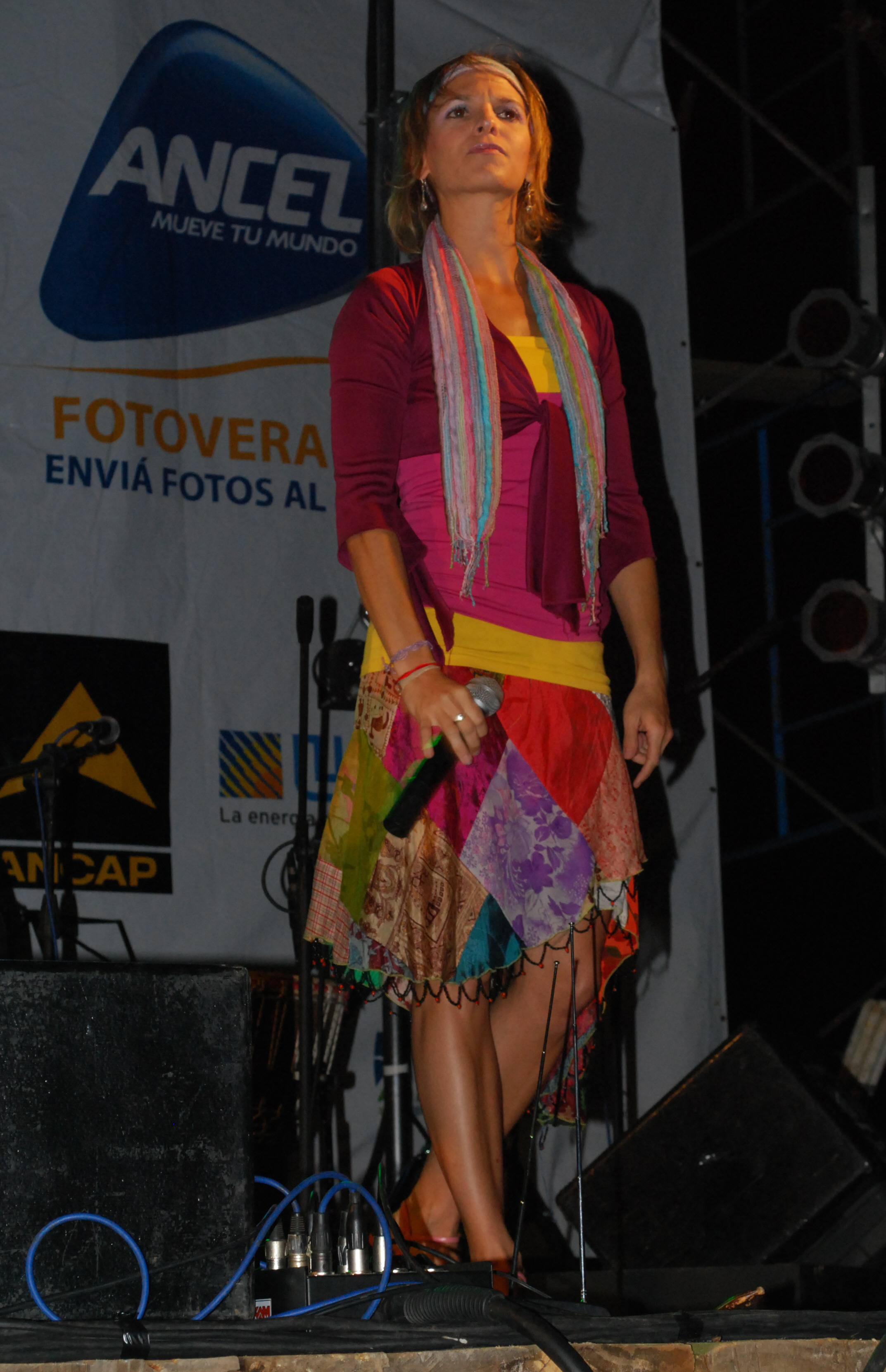
Erika Büsch en un concert en Atlántida, Canelones (Uruguay)
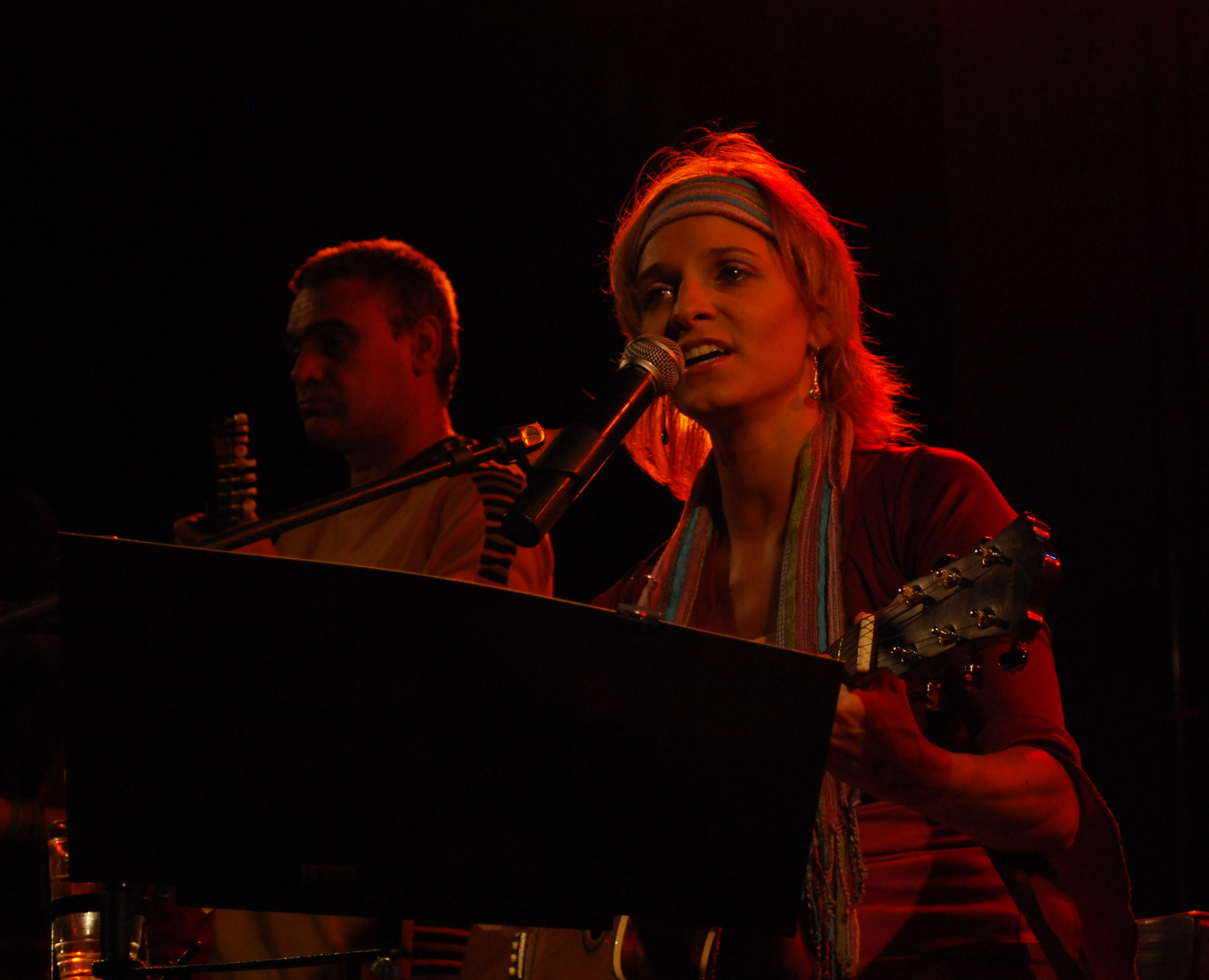
Erika Büsch en un concert en Atlántida, Canelones (Uruguay)
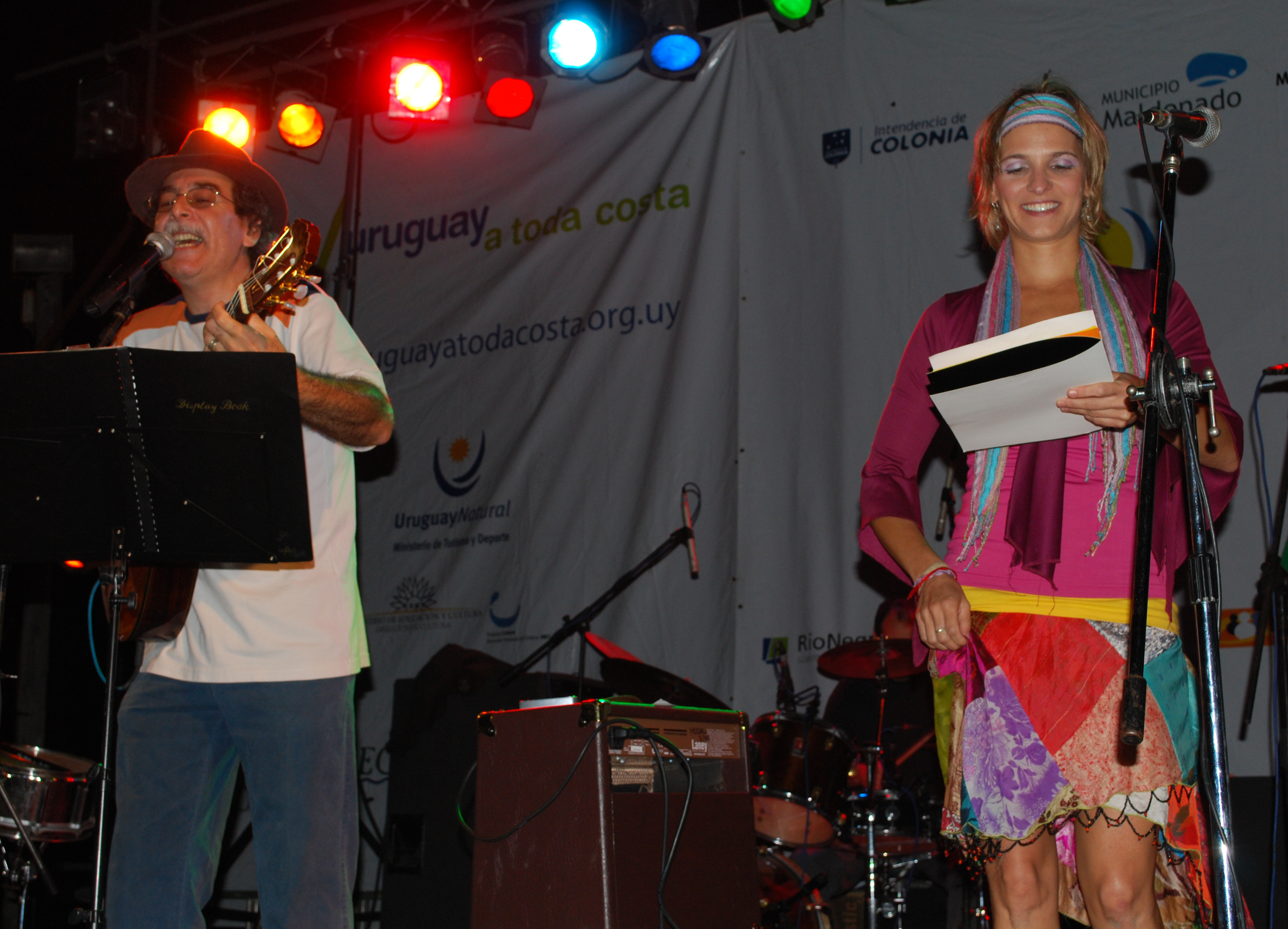
Erika Büsch i Mauricio Ubal el 2009

Novament junt amb Numa Moraes, emprèn en 2008 una gira per Canadà que la va portar a brindar actuacions, xerrades i tallers en ciutats com Mont-real, Ottawa, Toronto, Calgary, Quebec, Vancouver i Edmonton.
A més de Numa Moraes, Büsch ha compartit escenaris amb importants artistes uruguaians com Pepe Guerra, Mauricio Ubal, Daniel Viglietti, o duo Larbanois - Carrero. i d'altres països, com Quilapayún.
Va gravar el seu segon disc amb Numa Moraes, el qual es va anomenar El mundo de nosotros.

## Discografia

### Per a nens
- Aserrín aserrán, las canciones de la abuela.
- Villancicos.
- Rondas infantiles.

### Per a adults
- Tocando el tiempo (Edicions T.G.B.. 2002).
- Por el gusto de cantar (junt amb Numa Moraes. Montevideo Music Group 3394-2. 2005).